# Reinhold Persius

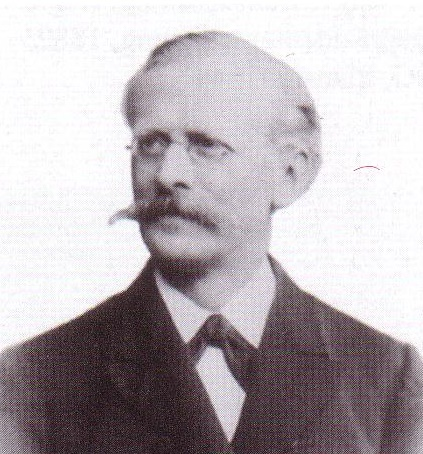
Reinhold Persius (vor 1900)

Reinhold Persius (* 27. August 1835 in Potsdam; † 12. Dezember 1912 in Berlin; vollständiger Name: Ernst Ludwig Reinhold Persius) war ein deutscher Architekt und preußischer Baubeamter.

## Leben
Reinhold Persius wurde als viertes von sechs Kindern seines Vaters Ludwig Persius und der aus der Gärtnerfamilie Sello stammenden Mutter Charlotte Tusnelde Pauline geboren. Wie sein Vater, den Friedrich Wilhelm IV. zum  „Architekt des Königs“ ernannte, schlug er die Laufbahn des Architekten ein. Als Schüler Ferdinand von Arnims studierte Reinhold von 1854 bis 1856 an der Berliner Bauakademie, mit dem Abschluss eines Bauführers. Zur selben Zeit besuchte er die Königlich Preussische Akademie der Künste bei Johann Heinrich Strack und Karl Bötticher. In den Jahren 1856 bis 1860 war er als Bauleiter für Friedrich August Stüler und den Potsdamer Maurermeister Johann Wilhelm Lüdicke tätig. Der erste Preis im Architekturwettbewerb der Kunstakademie 1859 ermöglichte ihm eine Reise nach Südfrankreich sowie Italien. Durch ein zweites Studium an der Bauakademie von 1860 bis 1864, erlangte er den Titel eines Baumeisters und beteiligte sich anschließend bis 1867 an der Rekonstruktion der Burg Hohenzollern. Die Wintermonate nutzte er für Reisen nach Österreich, Italien, Belgien, Frankreich und Großbritannien.
Nach seiner Ernennung zum Hofbaumeister in Potsdam, am 1. Januar 1867, erhielt er bis 1875 einen Lehrauftrag an der Berliner Bauakademie und wurde 1876 bis 1888 als Leiter der Schlossbaukommission der Nachfolger Ludwig Ferdinand Hesses. Während seiner Mitgliedschaft am Technischen Oberprüfungsamt in Berlin, von 1878 bis 1896, erhielt Reinhold Persius 1881 die Ernennung zum Oberhofbaurat, 1886 zum Konservator der Kunstdenkmäler in Preußen und zum Geheimen Regierungsrat mit dem Titel Hofarchitekt Seiner Majestät des Kaisers. Ab 1882 war er Mitglied der Reichstagsbaukommission am Neubau des Berliner Reichstagsgebäudes. Seit 1890 Geheimer Oberregierungsrat, trat er 1901 aus gesundheitlichen Gründen von seinen Ämtern zurück.

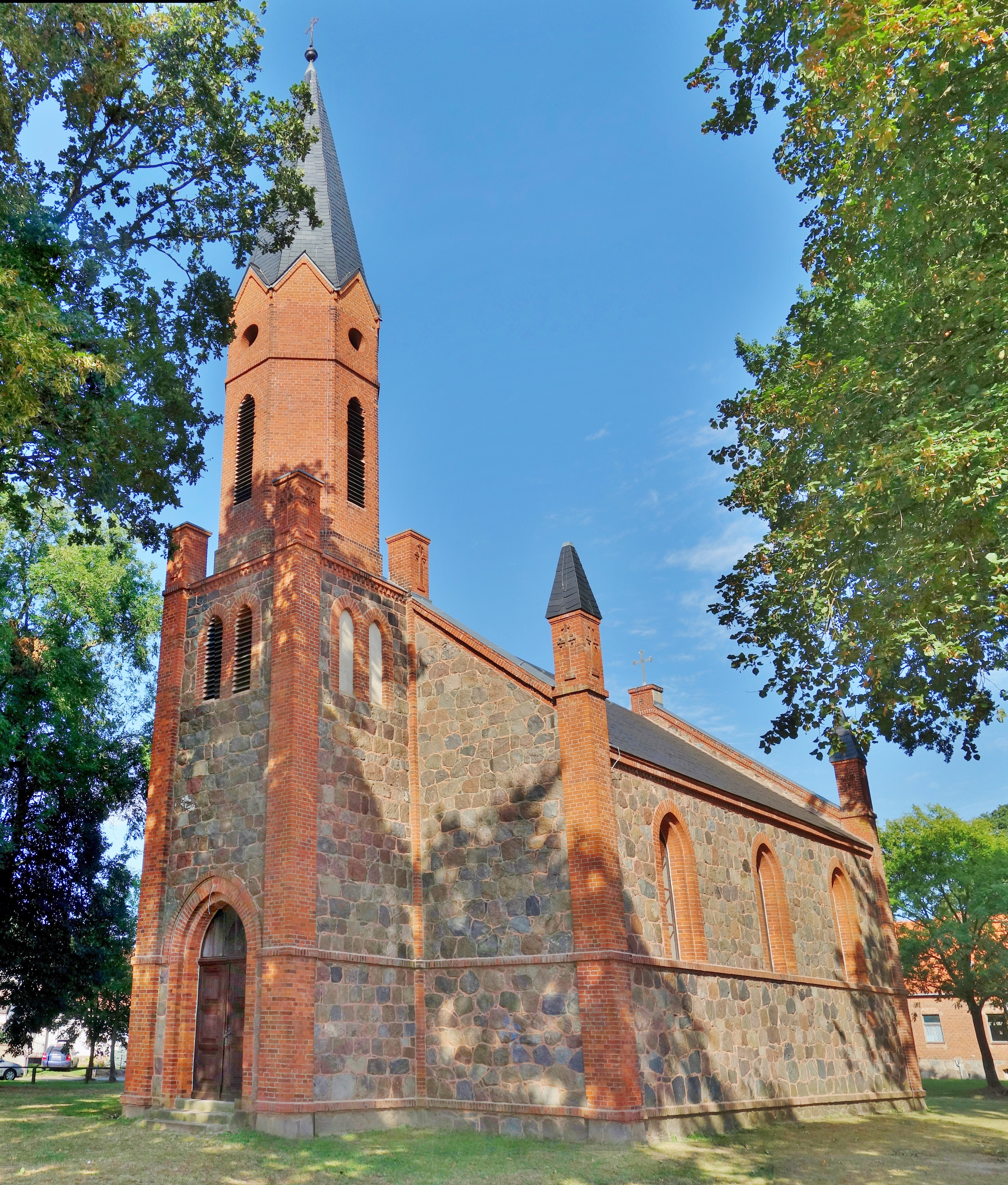
Das erste Werk: Die Dorfkirche in Brügge (Prignitz)

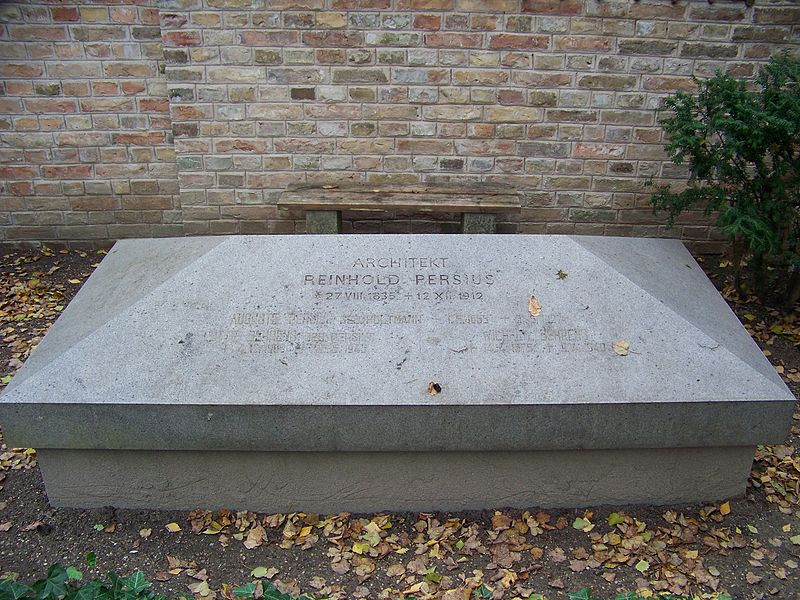
Persius’ Grabstein auf dem Bornstedter Friedhof

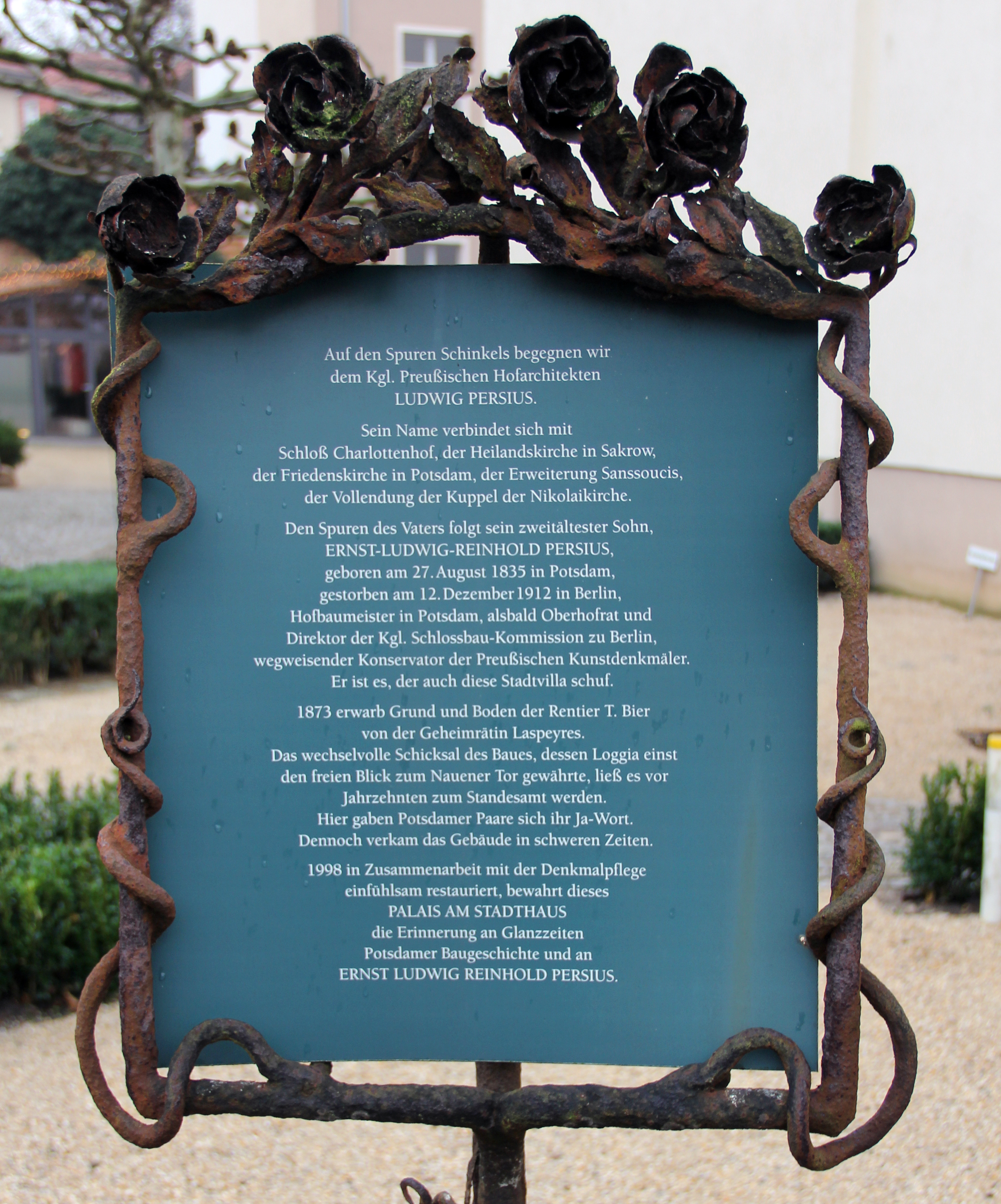
Gedenktafel am Haus, Friedrich-Ebert-Straße 37, in Potsdam

Reinhold Ludwig Persius starb am 12. Dezember 1912 in Berlin. Er wurde wie sein Vater in Potsdam-Bornstedt auf dem Familienfriedhof der Familienstiftung Hofgärtner Hermann Sello, einem Teil des Bornstedter Friedhofs, beigesetzt.

## Werk (Auswahl)
- 1864/1865: Dorfkirche in Brügge, Amt Meyenburg (Prignitz, Brandenburg) Lage
- 1865/1866: Landratsamt, Kyritz
- 1871–1872: Bauleitung beim Wiederaufbau der Berliner Gerichtslaube im Park Babelsberg, Potsdam
- 1872/1873: Villa Fischbach, Puschkinallee 5, Potsdam (Privatbau)
- 1872/1873: Villa Mühlberg, Puschkinallee 4, Potsdam (Privatbau)
- 1873/1874: Villa Francke, Gregor-Mendel-Str. 23, Potsdam (Privatbau)
- 1874–1876: Villa Bier, Friedrich-Ebert-Str. 37, Potsdam (Privatbau)
- 1877/1878: erste bauliche Erweiterung der Villa Liegnitz im Park Sanssouci, Potsdam
- 1879: Küsterhaus an der Friedenskirche im Park Sanssouci, Potsdam
- 1880–1883: Erweiterung der Berliner Börse an der Burgstraße nach einem Entwurf von Friedrich Hitzig, Berlin
- 1881–1890: als Nachfolger Hitzigs Bauleitung der Ruhmeshalle im Berliner Zeughaus
- 1880–1881: Kapelle in Klein Glienicke, Potsdam
- 1881–1882: Erweiterung der Bornstedter Kirche nach Osten
- 1882: Turm der Bartholomäuskirche in Teplitz
- 1882: Mitgestaltung Grabmal Johann Heinrich Strack, Berlin
- 1883: Anbau am Palais Behr-Negendank am Wilhelmplatz 7, Berlin
- 1883–1885: Umbau und Erweiterung Palais Prinz Leopold am Wilhelmplatz 9, Berlin
- 1888–1889: Umbauten am Schauspielhaus am Gendarmenmarkt, Berlin